# I grunden omstridda begrepp
I grunden omstridda begrepp (Essentially contested concepts) är begrepp där det kan finnas legitima meningsmotsättningar beträffande själva innebörden av begreppet. Termen presenterades och analyserades  1955 av den skotske filosofen W.B. Gallie och har sedan dess blivit ett viktigt redskap inom samhällsvetenskap och humaniora. Exempel på sådana begrepp är konst, kristendom och demokrati.
Gallie formulerade sju kriterier för vad som utmärker de i grunden omstridda begreppen. Bland annat måste begreppet vara värderande och ha en öppen struktur. Som en illustration skriver filosofen Allan Janik att "det finns nya sätt att vara 'demokratisk' men inga nya sätt att vara en likbent triangel."